# Pohl (Nassau)
Pohl ist eine ländlich strukturierte Taunus-Gemeinde im Naturpark Nassau. Sie liegt im Bereich des mittelalterlichen Einrichgaues und gehört heute zum rheinland-pfälzischen Rhein-Lahn-Kreis. Die Ortsgemeinde gehört der Verbandsgemeinde Bad Ems-Nassau an.

## Geographie

### Lage
Pohl liegt im Nordwesten des Taunus (westlicher Hintertaunus), rund 10 Kilometer südlich der Lahn. Auf einem Höhenrücken zwischen dem Mühlbachtal im Westen und Dörsbachtal und Hasenbachtal im Osten, liegt der Ort auf einer Höhe von 330 m ü. NHN.

### Flächennutzung
Die Fläche der Gemarkung beträgt 423 ha. 1997 entfielen davon 45,3 % auf Wald (wovon etwa 91 ha als Waldenklave am sogenannten „Pohler Berg“ bei der Gemeinde Roth liegen), 44,7 % auf landwirtschaftlich genutzte Flächen, 5,9 % entfielen auf Verkehrsfläche, 2,1 % auf Gebäude- und Freifläche und 0,5 % auf Wasserflächen (Dörsbach, Hasenbach, Sommerbach und Hauserbach mit Nebengewässern und Aufstauungen).

## Geschichte

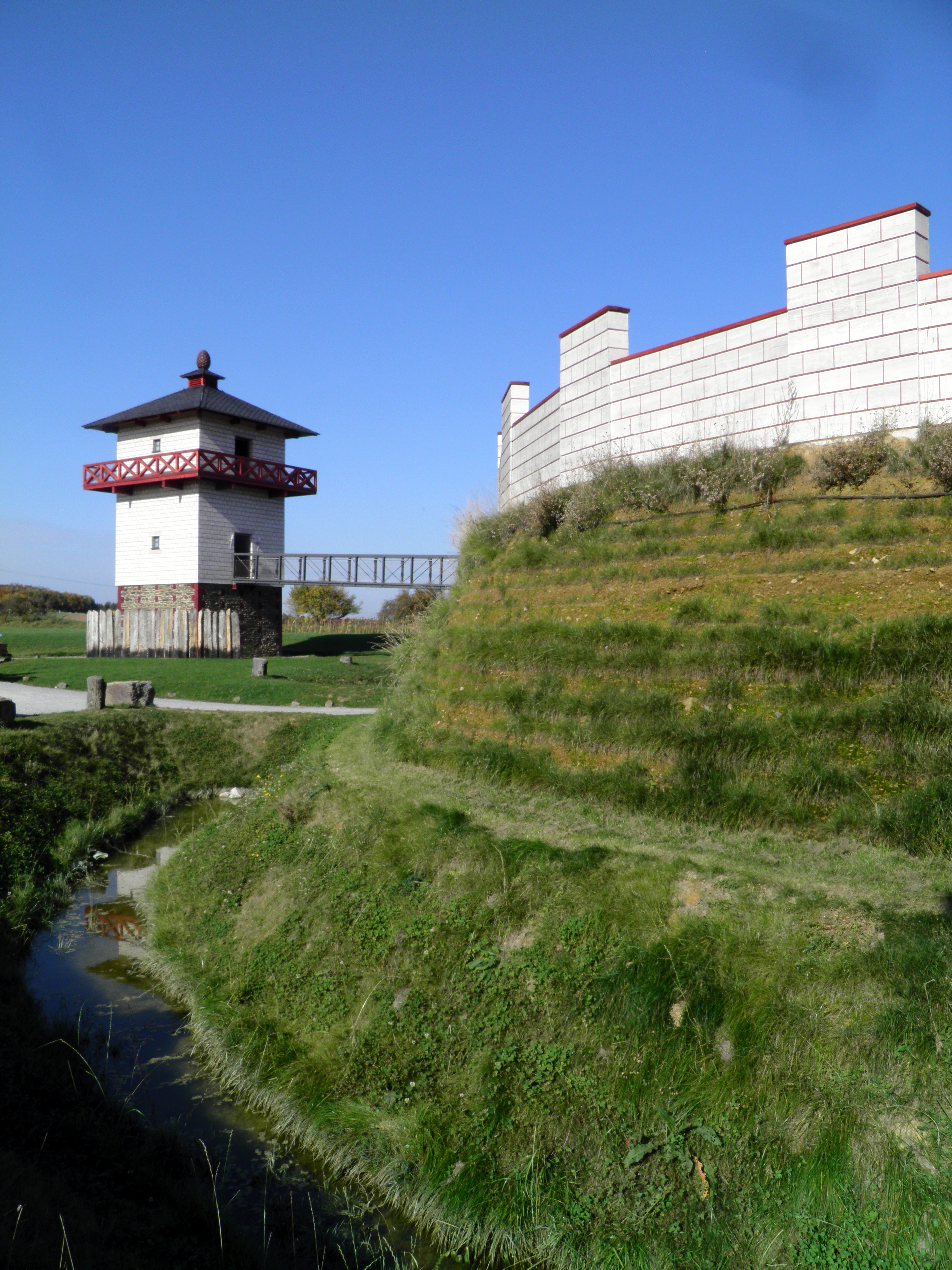
Rekonstruierter römischer Wachturm aus dem Jahr 2011

Die Gegend um Pohl war bereits in vorchristlicher Zeit durch die Kelten besiedelt, wovon die Hügelgräber zeugen. Später besiedelten die Römer das Gebiet und hinterließen mit den Resten des Limes im Pohler Wald deutliche Spuren.
- Zur römischen Vergangenheit des Ortes siehe auch den separaten Artikel Kleinkastell Pohl.

Anlässlich einer Schenkung an das Kloster Arnstein im Jahre 1247 wurde der Ort erstmals urkundlich erwähnt.
Von 1873 bis 1970 bestand die Pohler Volksschule.

### Religion
Während die Dörfer der Umgebung seit der Reformation durchweg evangelisch waren, war die Bevölkerung Pohls jahrhundertelang gemischt. Circa zwei Drittel der Bevölkerung war katholisch, ein Drittel evangelisch. Heute halten sich beide Glaubensgemeinschaften die Waage.
Pohl gehört zur römisch-katholischen Pfarrei St. Christophorus Diezer Land. Die Kirche „Mariä Himmelfahrt“ wurde im Jahr 1875 geweiht.
Die kleine mittelalterliche Kirche von Niedertiefenbach wird von der Evangelischen Kirchengemeinde genutzt.

### Einwohnerentwicklung
Die Einwohnerschaft entwickelte sich im 19. und 20. Jahrhundert wie folgt: 1843: 140 Einwohner, 1927: 253 Einwohner, 1964: 265 Einwohner. Ende des Jahres 2006 hatte Pohl 343 Einwohner.

## Politik

### Gemeinderat
Der Gemeinderat in Pohl besteht aus acht Ratsmitgliedern, die bei der Kommunalwahl am 9. Juni 2024 in einer Mehrheitswahl gewählt wurden, und der ehrenamtlichen Ortsbürgermeisterin als Vorsitzender.

### Bürgermeister
Ira Kröll wurde am 4. Juli 2024 Ortsbürgermeisterin von Pohl. Da für die Direktwahl am 9. Juni 2024 kein gültiger Wahlvorschlag eingereicht wurde, oblag die Neuwahl des Bürgermeisters gemäß rheinland-pfälzischer Gemeindeordnung dem Rat, der sich auf seiner konstituierenden Sitzung für Kröll entschied.
Mit der Wahl von Ira Kröll endete eine fünfjährige Vakanz. In der vorangegangenen Wahlperiode fand sich kein Kandidat für das Amt. Daher teilten sich der Erste Beigeordnete Holger Güth, der sich um die Belange der Gemeinde kümmerte, und der Beigeordnete Thomas Steffen (zuvor Ortsbürgermeister von 2014 bis 2019), der das Limeskastell Pohl betreute, die Aufgabe.

### Wappen
| Wappen von Pohl | Blasonierung: „In Blau rechts ein goldener Limesturm, den zwei von drei wie eine Teilung schräglinks ansteigende silberne Palisaden überdecken. Die beiden linken Palisaden belegt von einem roten Löwenkopf.“ |
| Wappen von Pohl | Wappenbegründung: Das Ortswappen knüpft an die Römerzeit an. Sie wird repräsentiert durch einen Wachtturm, wie er an mehreren Stellen in der Pohler Gemarkung gestanden hat, sowie durch drei Limespalisaden. Das Wappen wird ergänzt durch einen Löwenkopf. Mehr als 600 Jahre gehörte Pohl zu Herrschaftshäusern, die den Löwen im Wappen trugen – beginnend bei Graf Heinrich II. von Nassau, dem Pohl die urkundliche Ersterwähnung verdankt, über die Grafen von Katzenelnbogen und die von Hessen bis hin zum Herzogtum Nassau. Das Wappen wurde von Albert Perabo gestaltet und am 4. September 1992 durch den Landkreis genehmigt. |

## Wirtschaft und Infrastruktur

### Verkehr
Die Bundesstraße 260, die Koblenz und das Lahntal mit Wiesbaden und dem Rhein-Main-Raum verbindet, ist Pohls wichtigste Verkehrsader. Diese Straße ist auf dem Gebiet von Pohl Teil der Bäderstraße sowie der Deutschen Limes-Straße.

### Radwanderwege
Durch Pohl führt der Deutsche Limes-Radweg. Dieser folgt dem Obergermanisch-Raetischen Limes über 818 km von Bad Hönningen am Rhein nach Regensburg an der Donau.